# Купе за даме
Купе за даме (енгл. Ladies Coupé) је роман Аните Наир објављен 2001.  Роман прати путовање средовечне Индијске жене по имену Акила која путује у Кањакумари где ће потражити своју независност. У купеу за даме воза упознаје жене, и ту размењује приче са тих 5 различитих жена које је инспиришу да живи свој живот. Купе за даме је прича о жени која трага за снагом и слободом. 

## О роману
Роман Купе за даме Анита Наир је посветила својој мајци Сумини. Убрзо након објављивања у Индији код "Пингвина", штампан је и у Великој Британији, Шпанији, Холандији, Немачкој и Италији.

## Структура романа
Купе за даме је подељено на укупно 11 (10 + 1) поглавља, а међу њима су алтернативна поглавља неименована. Акилина поглавља или њена гледишта и размишљања, смењују се између поглавља осталих пет жена. Ово помаже лику Акиле да размишља  о животним инцидентима које је чула од својих саговорника. Последње поглавље носи наслов Акила овде и бави се одлукама Акиле које је донела у свом животу након што је саслушала и анализирала животне приче тих пет жена.
Наслови су дати алтернативним поглављима, то су:
Поглавље 2 : У извесним годинама
Поглавље 4 : Иди, бако, иди
Поглавље 6 : Витриол
Поглавље 8 : Пловидба је почела
Поглавље 10: Сестра праве ствари
Поглавље 11: Акила овде

## Радња
Акиландесвари или Акила је 45-годишња самохрана Индијка из породице Тамил Брахмин која ради као пореска службеница. Сматра да никада није имала прилику да живи свој живот, увек испуњавајући улоге ћерке, сестре, тетке и пружаоца услуга. До дана када одлучи да се ослободи свог конзервативног брахминског живота и купи карту за воз у једном правцу до обалног града Кањакумари како би сама започела нови живот. Први пут у животу сасвим је сама, решена да се ослободи свих стега које јој је живот наметнуо.
Док слуша приче тих жена, Акила се упознаје са најинтимнијим тренуцима њихових живота. Током свог путовања покушава да нађе одговор на основно питање за којим се трагало током целог живота - „Може ли жена остати сама и бити срећна, или жени треба мушкарац да би се осећала комплетном?.
Она дели свој женски купе (купе) у возу са 5 различитих жена:
- Јанаки, размажена и брижљива супруга и збуњена мајка;
- Маргарет Шанти, наставница хемије заљубљену у поезију елемената и безосећајни тиранин превише самозатајан да би препознала своје потребе;
- Прабу Деви, савршена ћерка и супруга, трансформисана за цео живот са погледом на базен;
- Четрнаестогодишња Шила, која поседује дар да препозна оно што други људи не могу;
- И Мариколанту, чија је чедност уништена једном бесаном ноћи.[4]

Јанаки је приказана као срећна жена, о којој су се бринули отац и брат у кући њених родитеља и у брачном животу. Она је размажена супруга која више воли да живи само за мужа. Она је значајан лик у овом роману као збуњена мајка која се себично односи према својој деци; упоређујући их са својим мужем. Са супругом је развила „пријатељску“ љубав. Некад је заостајала за конвенционалном улогом жена и дом назива краљевством жена. Говори о времену када је осетила изненадну незаинтересованост за исти дом и касније схвата да је жена увек подређена мушкарцу и потребан јој је мушкарац да је доврши.
Док све оне разамењују приче о свом животу, Акила их испитује о својој вечитој дилеми. У размаку од једне ноћи, жене својим животима мењају њен живот, истовремено подсећајући је да мисли својом главом.